# Kosmadji
Kosmadji est un village du Cameroun situé dans le département du Haut-Nyong et la région de l'Est.
Il fait partie de la commune de Nguelemendouka.

## Population
Lors du recensement de 2005, Kosmadji comptait 182 habitants.
Selon le Plan Communal de Développement de Nguelemendouka (2012), la population locale était de 340 personnes.

## Développement
Selon le Plan Communal de Développement de Nguelemendouka (2012), plusieurs mesures ont été envisagées pour le développement de Kosmadji.
1. Construction et Affectation du personnel dans les différents postes agricoles
2. Construction et équipement d'infrastructures dans l'école primaire de Kosmadji
3. Construction et équipement d'un magasin de stockage
4. Mise en place des pépinières et des plantations forestières
5. Création, construction et équipement d'un nouvel établissement secondaire : Kosmadji I (CES)
6. Création, construction et équipement d'un nouveau centre d’état civil
7. Réhabilitation d'un point d’eau
8. Aménagement et ouverture de l’accès au site minier de  Kosmadji I (sable)